# المشارفة (حجة)
المشارفة هي إحدى قرى الجمهورية اليمنية. تتبع جغرافيا لمحافظة حجة وإداريًا لمديرية حيران. يبلغ تعداد سكانها 1189 نسمة حسب الإحصاء الذي أجري عام 2004.